# Tennis als Jocs Olímpics d'Estiu de 2024 − Classificació
La classificació pels esdeveniments de tennis als Jocs Olímpics d'estiu de 2024 celebrats a París (França), estava basada en els rànquings realitzats per l'Association of Tennis Professionals (ATP) en categoria masculina i la Women's Tennis Association (WTA) en la femenina.

## Sistema de classificació
El criteri bàsic de classificació són els rànquings a dia de 10 de juny de 2024 generats per l'Associació de Tennistes Professionals (ATP, masculí) i l'Associació de tennis femení (WTA, femení). Tanmateix hi ha diverses limitacions com que només poden participar-hi quatre tennistes per país i també han de tenir un nombre mínim de participacions en la Copa Davis o la Billie Jean King Cup durant en darrer cicle olímpic, entre els anys 2021 i 2024, i almenys una en els dos últims anys. Cada comitè olímpic nacional pot escollir sis tennistes masculins i sis més femenines, amb un màxim de quatre pels quadres individuals i dues parelles per les proves de dobles.
Per les competicions individuals hi poden participar automàticament els 56 tennistes amb millor rànquing individual tenint en compte les restriccions de participació a les Davis Cup i Billie Jean King Cup, i la limitació de quatre participant per comitè olímpic nacional. Sis de les places restants estan reservades pels comitès olímpics continentals (Àfrica, Àsia, Europa, Oceania i dues per Panamèrica) que tenen en compte les nacions representades i els països petits sense representació, una altra està reservada pel país organització i la darrera per un medallista olímpic o campió de Grand Slam.
En les proves de dobles es classifiquen automàticament els deu millors tennistes classificats per rànquing, on cada comitè olímpic nacional escull la seva parella amb un tennista classificat entre les 300 millors posicions del rànquing. El país organitzador té una plaça reservada per convidar un equip addicional.
Per la competició de dobles mixtes hi pot participar qualsevol tennista classificat en les altres quatre proves anteriors tenint en compte el millor rànquing, individual o de dobles, de cada participant de la parella, i amb un màxim de dos equips per comitè olímpic nacional. El país organitzador té una plaça reservada per convidar un equip addicional.

## Tennistes classificats
|  | Tennistes que no van participar en els Jocs Olímpics (lesió, renúncia, no elecció).                                |
|  | Tennistes que no van realitzar el mínim de representacions en Davis Cup/Billie Jean King Cup.                      |
|  | Tennistes que no van poder participar-hi a causa de superar el nombre màxim de places per país.                    |
|  | Tennistes que van rebre una exoneració especial malgrat no complir el requisits de Davis Cup/Billie Jean King Cup. |
|  | Tennistes suspesos pel seu Comitè Olímpic Nacional.                                                                |

### Individual masculí
| Núm.                                   | Rq               | Tennista                    | Comitè Olímpic Nacional      | Punts ATP        | Rq CON           |                  |
| Rànquing mundial                       | Rànquing mundial | Rànquing mundial            | Rànquing mundial             | Rànquing mundial | Rànquing mundial | Rànquing mundial |
| -------------------------------------- | ---------------- | --------------------------- | ---------------------------- | ---------------- | ---------------- | ---------------- |
| −                                      | 1                | Jannik Sinner               | Itàlia                       | 9.525            | −                |                  |
| 1                                      | 3                | Novak Đoković               | Sèrbia                       | 8.360            | 1                |                  |
| 2                                      | 2                | Carlos Alcaraz              | Espanya                      | 8.580            | 1                |                  |
| 3                                      | 4                | Alexander Zverev            | Alemanya                     | 6.885            | 1                |                  |
| 4                                      | 5                | Daniïl Medvédev             | Atletes Individuals Neutrals | 6.295            | 1                |                  |
| −                                      | 6                | Andrei Rubliov              | Atletes Individuals Neutrals | 4.710            | −                |                  |
| 5                                      | 7                | Casper Ruud                 | Noruega                      | 4.025            | 1                |                  |
| −                                      | 8                | Hubert Hurkacz              | Polònia                      | 3.955            | −                |                  |
| −                                      | 9                | Alex de Minaur              | Austràlia                    | 3.845            | −                |                  |
| 6                                      | 9RP(264)         | Rafael Nadal                | Espanya                      | 215              | 2                |                  |
| −                                      | 10               | Grigor Dimitrov             | Bulgària                     | 3.775            | −                |                  |
| 7                                      | 11               | Stéfanos Tsitsipàs          | Grècia                       | 3.740            | 1                |                  |
| 8                                      | 12               | Taylor Fritz                | Estats Units                 | 3.090            | 1                |                  |
| 9                                      | 13               | Tommy Paul                  | Estats Units                 | 2.710            | 2                |                  |
| −                                      | 14               | Ben Shelton                 | Estats Units                 | 2.590            | −                |                  |
| −                                      | 15               | Holger Rune                 | Dinamarca                    | 2.540            | −                |                  |
| 10                                     | 16               | Ugo Humbert                 | França                       | 2.250            | 1                |                  |
| 11                                     | 17               | Alexander Bublik            | Kazakhstan                   | 2.140            | 1                |                  |
| 12                                     | 18               | Félix Auger-Aliassime       | Canadà                       | 2.075            | 1                |                  |
| 13                                     | 19               | Sebastián Báez              | Argentina                    | 2.030            | 1                |                  |
| 14                                     | 20               | Nicolás Jarry               | Xile                         | 1.905            | 1                |                  |
| −                                      | 21               | Adrian Mannarino            | França                       | 1.865            | −                |                  |
| −                                      | 22               | Karén Khatxànov             | Atletes Individuals Neutrals | 1.780            | −                |                  |
| 15                                     | 23               | Tallon Griekspoor           | Països Baixos                | 1.690            | 1                |                  |
| 16                                     | 24               | Alejandro Tabilo            | Xile                         | 1.639            | 2                |                  |
| −                                      | 25               | Jiří Lehečka                | Txèquia                      | 1.630            | −                |                  |
| −                                      | 26               | Sebastian Korda             | Estats Units                 | 1.620            | −                |                  |
| 17                                     | 27               | Francisco Cerúndolo         | Argentina                    | 1.610            | 2                |                  |
| −                                      | 28               | Frances Tiafoe              | Estats Units                 | 1.590            | −                |                  |
| 18                                     | 29               | Mariano Navone              | Argentina                    | 1.382            | 3                |                  |
| 19                                     | 30               | Lorenzo Musetti             | Itàlia                       | 1.290            | 1                |                  |
| 20                                     | 31               | Tomás Martín Etcheverry     | Argentina                    | 1.290            | 4                |                  |
| −                                      | 32               | Alejandro Davidovich Fokina | Espanya                      | 1.240            | −                |                  |
| 21                                     | 33               | Tomáš Macháč                | Txèquia                      | 1.255            | 1                |                  |
| 22                                     | 33RP(197)        | Milos Raonic                | Canadà                       | 305              | 2                |                  |
| 23                                     | 34               | Matteo Arnaldi              | Itàlia                       | 1.220            | 2                |                  |
| 24                                     | 35               | Jan-Lennard Struff          | Alemanya                     | 1.180            | 2                |                  |
| 25                                     | 36               | Gaël Monfils                | França                       | 1.160            | 2                |                  |
| −                                      | 37               | Jordan Thompson             | Austràlia                    | 1.156            | −                |                  |
| 26                                     | 38               | Arthur Fils                 | França                       | 1.155            | 3                |                  |
| −                                      | 39               | Cameron Norrie              | Regne Unit                   | 1.150            | −                |                  |
| 27                                     | 40               | Jack Draper                 | Regne Unit                   | 1.131            | 1                |                  |
| 28                                     | 41               | Luciano Darderi             | Itàlia                       | 1.126            | 3                |                  |
| 29                                     | 42               | Fábián Marozsán             | Hongria                      | 1.122            | 1                |                  |
| 30                                     | 43               | Roman Safiullin             | Atletes Individuals Neutrals | 1.097            | 1                |                  |
| 31                                     | 45               | Tommy Paul                  | Estats Units                 | 1.017            | 3                |                  |
| −                                      | 46               | Laslo Đere                  | Sèrbia                       | 975              | −                |                  |
| 32                                     | 47               | Pedro Martínez              | Espanya                      | 975              | 3                |                  |
| 33                                     | 48               | Nuno Borges                 | Portugal                     | 971              | 1                |                  |
| 34                                     | 48RP(286)        | Kei Nishikori               | Japó                         | 193              | 1                |                  |
| 35                                     | 49               | Alexei Popyrin              | Austràlia                    | 961              | 1                |                  |
| −                                      | 50               | Flavio Cobolli              | Itàlia                       | 955              | −                |                  |
| 36                                     | 51               | Pavel Kotov                 | Atletes Individuals Neutrals | 944              | 3                |                  |
| 37                                     | 52               | Sebastian Ofner             | Àustria                      | 933              | 1                |                  |
| −                                      | 53               | Miomir Kecmanović           | Sèrbia                       | 920              | −                |                  |
| 38                                     | 54               | Marcos Giron                | Estats Units                 | 910              | 4                |                  |
| 39                                     | 55               | Márton Fucsovics            | Hongria                      | 887              | 2                |                  |
| 40                                     | 56               | Corentin Moutet             | França                       | 875              | 4                |                  |
| 41                                     | 57               | Dušan Lajović               | Sèrbia                       | 871              | 2                |                  |
| −                                      | 58               | Lorenzo Sonego              | Itàlia                       | 861              | −                |                  |
| 42                                     | 59               | Alexander Shevchenko        | Kazakhstan                   | 860              | 2                |                  |
| 43                                     | 60               | Jaume Munar                 | Espanya                      | 850              | 4                |                  |
| −                                      | 61               | Alex Michelsen              | Estats Units                 | 832              | −                |                  |
| 44                                     | 62               | Dan Evans                   | Regne Unit                   | 828              | 2                |                  |
| −                                      | 63               | Facundo Díaz Acosta         | Argentina                    | 828              | −                |                  |
| −                                      | 64               | Roberto Carballés Baena     | Espanya                      | 821              | −                |                  |
| 45                                     | 65               | Dominik Köpfer              | Alemanya                     | 801              | 3                |                  |
| −                                      | 66               | Giovanni Mpetshi Perricard  | França                       | 786              | −                |                  |
| −                                      | 67               | Christopher O'Connell       | Austràlia                    | 778              | −                |                  |
| −                                      | 68               | Arthur Rinderknech          | França                       | 777              | −                |                  |
| −                                      | 69               | Federico Coria              | Argentina                    | 761              | −                |                  |
| 46                                     | 70               | Thiago Seyboth Wild         | Brasil                       | 750              | 1                |                  |
| −                                      | 71               | Brandon Nakashima           | Estats Units                 | 750              | −                |                  |
| −                                      | 72               | Emil Ruusuvuori             | Finlàndia                    | 748              | −                |                  |
| −                                      | 73               | Luca Nardi                  | Itàlia                       | 742              | −                |                  |
| −                                      | 74               | Mackenzie McDonald          | Estats Units                 | 735              | −                |                  |
| −                                      | 75               | Arthur Cazaux               | França                       | 735              | −                |                  |
| 47                                     | 77               | Sumit Nagal                 | Índia                        | 713              | 1                |                  |
| −                                      | 78               | Alexandre Müller            | França                       | 710              | −                |                  |
| 48                                     | 79               | Jakub Menšík                | Txèquia                      | 708              | 2                |                  |
| 49                                     | 80               | Rinky Hijikata              | Austràlia                    | 708              | 2                |                  |
| 50                                     | 81               | Zizou Bergs                 | Bèlgica                      | 688              | 1                |                  |
| −                                      | 82               | Hugo Gaston                 | França                       | 683              | −                |                  |
| −                                      | 83               | Aleksandar Kovacevic        | Estats Units                 | 680              | −                |                  |
| 51                                     | 84               | Taro Daniel                 | Japó                         | 680              | 2                |                  |
| −                                      | 85               | Roberto Bautista Agut       | Espanya                      | 680              | −                |                  |
| 52                                     | 86               | Maximilian Marterer         | Alemanya                     | 679              | 4                |                  |
| Altres places                          |                  |                             |                              |                  |                  |                  |
| 53                                     | 202              | Andrea Vavassori            | Itàlia                       | 301              | 4                |                  |
| 54                                     | 259              | Hady Habib                  | Líban                        | 219              | 2                |                  |
| 55                                     | −                | Matthew Ebden               | Austràlia                    | 0                | 3                |                  |
| 56                                     | −                | Robin Haase                 | Països Baixos                | 0                | 2                |                  |
| 57                                     | −                | Francisco Cabral            | Portugal                     | 0                | 2                |                  |
| 58                                     | −                | Petros Tsitsipas            | Grècia                       | 0                | 2                |                  |
| Places continentals                    |                  |                             |                              |                  |                  |                  |
| As1                                    | 44               | Zhang Zhizhen               | Xina                         | 1.066            | 1                |                  |
| Am1                                    | 76               | Thiago Monteiro             | Brasil                       | 715              | 2                |                  |
| Am2                                    | 156              | Tomás Barrios Vera          | Xile                         | 389              | 3                |                  |
| Af                                     | 335              | Moez Echargui               | Tunísia                      | 155              | 2                |                  |
| Medallista olímpic / Campió Grand Slam |                  |                             |                              |                  |                  |                  |
| L1                                     | 93               | Stan Wawrinka               | Suïssa                       | 633              | 1                |                  |
| L2                                     | −                | Reassignat a altres places  |                              |                  |                  |                  |
| País organitzador                      |                  |                             |                              |                  |                  |                  |
| H1                                     | −                | Reassignat a altres places  | França                       |                  |                  |                  |
| Universalitat                          |                  |                             |                              |                  |                  |                  |
| U1                                     | 146              | Benjamin Hassan             | Líban                        | 415              | 1                |                  |

### Individual femení
| Núm.                                   | Rq               | Tennista                     | Comitè Olímpic Nacional      | Punts WTA        | Rq CON           |                  |                  |
| Rànquing mundial                       | Rànquing mundial | Rànquing mundial             | Rànquing mundial             | Rànquing mundial | Rànquing mundial | Rànquing mundial | Rànquing mundial |
| -------------------------------------- | ---------------- | ---------------------------- | ---------------------------- | ---------------- | ---------------- | ---------------- | ---------------- |
| 1                                      | 1                | Iga Świątek                  | Polònia                      | 11.695           | 1                |                  |                  |
| 2                                      | 2                | Coco Gauff                   | Estats Units                 | 7.988            | 1                |                  |                  |
| −                                      | 3                | Arina Sabalenka              | Atletes Individuals Neutrals | 7.788            | −                |                  |                  |
| −                                      | 4                | Ielena Ribàkina              | Kazakhstan                   | 5.973            | −                |                  |                  |
| 3                                      | 5                | Jessica Pegula               | Estats Units                 | 4.420            | 2                |                  |                  |
| −                                      | 6                | Markéta Vondroušová          | Txèquia                      | 4.503            | −                |                  |                  |
| 4                                      | 7                | Jasmine Paolini              | Itàlia                       | 4.063            | 1                |                  |                  |
| 5                                      | 9                | Maria Sakkari                | Grècia                       | 3.980            | 1                |                  |                  |
| −                                      | 10               | Ons Jabeur                   | Tunísia                      | 3.748            | −                |                  |                  |
| 6                                      | 11               | Danielle Collins             | Estats Units                 | 3.532            | 3                |                  |                  |
| −                                      | 12               | Madison Keys                 | Estats Units                 | 3.343            | −                |                  |                  |
| 7                                      | 13               | Jeļena Ostapenko             | Letònia                      | 3.318            | 1                |                  |                  |
| −                                      | 14               | Dària Kassàtkina             | Atletes Individuals Neutrals | 3.088            | −                |                  |                  |
| −                                      | 15               | Liudmila Samsonova           | Atletes Individuals Neutrals | 2.640            | −                |                  |                  |
| 8                                      | 16               | Ekaterina Alexandrova        | Atletes Individuals Neutrals | 2.360            | 1                |                  |                  |
| 9                                      | 17               | Marta Kostyuk                | Ucraïna                      | 2.240            | 1                |                  |                  |
| 10                                     | 18               | Emma Navarro                 | Estats Units                 | 2.238            | 4                |                  |                  |
| −                                      | 19               | Viktória Azàrenka            | Atletes Individuals Neutrals | 2.234            | −                |                  |                  |
| 11                                     | 20               | Beatriz Haddad Maia          | Brasil                       | 2.213            | 1                |                  |                  |
| 12                                     | 21               | Elina Svitòlina              | Ucraïna                      | 2.100            | 2                |                  |                  |
| 13                                     | 22               | Caroline Garcia              | França                       | 2.068            | 1                |                  |                  |
| 14                                     | 23               | Mirra Andreeva               | Atletes Individuals Neutrals | 2.017            | 2                |                  |                  |
| −                                      | 24               | Anna Kalinskaya              | Atletes Individuals Neutrals | 1.986            | −                |                  |                  |
| 15                                     | 25               | Barbora Krejčíková           | Txèquia                      | 1.768            | 1                |                  |                  |
| −                                      | 26               | Anastassia Pavliutxénkova    | Atletes Individuals Neutrals | 1.756            | −                |                  |                  |
| 16                                     | 27               | Daiana Iastremska            | Ucraïna                      | 1.712            | 3                |                  |                  |
| 17                                     | 28               | Linda Nosková                | Txèquia                      | 1.710            | 2                |                  |                  |
| −                                      | 29               | Sorana Cîrstea               | Romania                      | 1.704            | −                |                  |                  |
| 18                                     | 30               | Katie Boulter                | Regne Unit                   | 1.671            | 1                |                  |                  |
| 19                                     | 31               | Kateřina Siniaková           | Txèquia                      | 1.645            | 3                |                  |                  |
| 20                                     | 31RP(223)        | Angelique Kerber             | Alemanya                     | 332              | 1                |                  |                  |
| −                                      | 32               | Elise Mertens                | Bèlgica                      | 1.629            | −                |                  |                  |
| 21                                     | 33               | Leylah Fernandez             | Canadà                       | 1.625            | 1                |                  |                  |
| 22                                     | 33RP(189)        | Ajla Tomljanović             | Austràlia                    | 393              | 1                |                  |                  |
| −                                      | 34               | Veronika Kudermétova         | Atletes Individuals Neutrals | 1.623            | −                |                  |                  |
| 23                                     | 35               | Karolína Muchová             | Txèquia                      | 1.510            | 4                |                  |                  |
| −                                      | 36               | Anastassia Potàpova          | Atletes Individuals Neutrals | 1.427            | −                |                  |                  |
| −                                      | 37               | Marie Bouzková               | Txèquia                      | 1.425            | −                |                  |                  |
| 24                                     | 38               | Yuan Yue                     | Xina                         | 1.422            | 2                |                  |                  |
| 25                                     | 39               | Donna Vekić                  | Croàcia                      | 1.418            | 1                |                  |                  |
| 26                                     | 40               | Wang Xinyu                   | Xina                         | 1.411            | 3                |                  |                  |
| −                                      | 41               | Yulia Putintseva             | Kazakhstan                   | 1.333            | −                |                  |                  |
| 27                                     | 42               | Clara Burel                  | França                       | 1.288            | 2                |                  |                  |
| 28                                     | 43               | Elisabetta Cocciaretto       | Itàlia                       | 1.259            | 2                |                  |                  |
| 29                                     | 44               | Magda Linette                | Polònia                      | 1.236            | 2                |                  |                  |
| −                                      | 45               | Sofia Kenin                  | Estats Units                 | 1.222            | −                |                  |                  |
| −                                      | 46               | Anhelina Kalinina            | Ucraïna                      | 1.221            | −                |                  |                  |
| −                                      | 47               | Sloane Stephens              | Estats Units                 | 1.217            | −                |                  |                  |
| 30                                     | 48               | Diana Shnaider               | Atletes Individuals Neutrals | 1.176            | 3                |                  |                  |
| 31                                     | 49               | Ana Bogdan                   | Romania                      | 1.149            | 1                |                  |                  |
| 32                                     | 49RP(131)        | Irina-Camelia Begu           | Romania                      | 581              | 2                |                  |                  |
| −                                      | 50               | Karolína Plísková            | Txèquia                      | 1.147            | −                |                  |                  |
| 33                                     | 51               | Wang Xiyu                    | Xina                         | 1.125            | 4                |                  |                  |
| 34                                     | 52               | Magdalena Fręch              | Polònia                      | 1.106            | 3                |                  |                  |
| −                                      | 53               | Zhu Lin                      | Xina                         | 1.077            | −                |                  |                  |
| −                                      | 54               | Petra Kvitová                | Txèquia                      | 1.070            | −                |                  |                  |
| 35                                     | 55               | Sara Sorribes Tormo          | Espanya                      | 1.069            | 1                |                  |                  |
| 36                                     | 56               | Tatjana Maria                | Alemanya                     | 1.059            | 2                |                  |                  |
| 37                                     | 57               | Arantxa Rus                  | Països Baixos                | 1.054            | 1                |                  |                  |
| −                                      | 58               | Caroline Dolehide            | Estats Units                 | 1.049            | −                |                  |                  |
| −                                      | 59               | Lesia Tsurenko               | Ucraïna                      | 1.048            | −                |                  |                  |
| −                                      | 60               | Anna Blinkova                | Atletes Individuals Neutrals | 1.036            | −                |                  |                  |
| −                                      | 61               | Peyton Stearns               | Estats Units                 | 1.035            | −                |                  |                  |
| 38                                     | 62               | Nadia Podoroska              | Argentina                    | 1.035            | 1                |                  |                  |
| 39                                     | 64               | Diane Parry                  | França                       | 999              | 3                |                  |                  |
| 40                                     | 64RP(228)        | Bianca Andreescu             | Canadà                       | 323              | 2                |                  |                  |
| 41                                     | 65               | Clara Tauson                 | Dinamarca                    | 994              | 1                |                  |                  |
| 42                                     | 66               | Jaqueline Cristian           | Romania                      | 986              | 1                |                  |                  |
| 43                                     | 67               | Cristina Bucșa               | Espanya                      | 984              | 3                |                  |                  |
| 44                                     | 68               | Lucia Bronzetti              | Itàlia                       | 983              | 3                |                  |                  |
| 45                                     | 69               | Viktoriya Tomova             | Bulgària                     | 974              | 1                |                  |                  |
| −                                      | 70               | Ashlyn Krueger               | Estats Units                 | 974              | −                |                  |                  |
| 46                                     | 71               | Varvara Gracheva             | França                       | 970              | 4                |                  |                  |
| −                                      | 72               | Wang Yafan                   | Xina                         | 962              | −                |                  |                  |
| 47                                     | 73               | Viktorija Golubic            | Suïssa                       | 952              | 1                |                  |                  |
| 48                                     | 73RP(314)        | Julia Grabher                | Àustria                      | 216              | 1                |                  |                  |
| 49                                     | 74               | Tamara Korpatsch             | Alemanya                     | 951              | 3                |                  |                  |
| 50                                     | 75               | Laura Siegemund              | Alemanya                     | 941              | 4                |                  |                  |
| 51                                     | 76               | Moyuka Uchijima              | Japó                         | 935              | 1                |                  |                  |
| −                                      | 77               | Katie Volynets               | Estats Units                 | 927              | −                |                  |                  |
| −                                      | 78               | Elina Avanesyan              | Atletes Individuals Neutrals | 926              | −                |                  |                  |
| 52                                     | 79               | Petra Martić                 | Croàcia                      | 911              | 2                |                  |                  |
| 53                                     | 80               | Anna Karolína Schmiedlová    | Eslovaquia                   | 880              | 1                |                  |                  |
| 54                                     | 81               | Camila Osorio                | Colòmbia                     | 875              | 1                |                  |                  |
| Altres places                          |                  |                              |                              |                  |                  |                  |                  |
| 55                                     | 88               | Sara Errani                  | Itàlia                       | 805              | 4                |                  |                  |
| 56                                     | 126              | Lulu Sun                     | Nova Zelanda                 | 611              | 1                |                  |                  |
| 57                                     | 170              | Olivia Gadecki               | Austràlia                    | 444              | 2                |                  |                  |
| Places continentals                    |                  |                              |                              |                  |                  |                  |                  |
| As                                     | 8                | Zheng Qinwen                 | Xina                         | 4.005            | 1                |                  |                  |
| Af                                     | 63               | Mayar Sherif                 | Egipte                       | 1.034            | 1                |                  |                  |
| Am1                                    | 115              | Laura Pigossi                | Brasil                       | 672              | 2                |                  |                  |
| Am2                                    | 86               | María Lourdes Carlé          | Argentina                    | 811              | 2                |                  |                  |
| Medallista olímpic / Campió Grand Slam |                  |                              |                              |                  |                  |                  |                  |
| L1                                     | 125              | Naomi Osaka                  | Japó                         | 614              | 1                |                  |                  |
| L2                                     | 117              | Caroline Wozniacki           | Dinamarca                    | 665              | 2                |                  |                  |
| País organitzador                      |                  |                              |                              |                  |                  |                  |                  |
| H1                                     | −                | Reassignat a entrada directa | França                       |                  |                  |                  |                  |
| Altres                                 |                  |                              |                              |                  |                  |                  |                  |
| U1                                     | 612              | Danka Kovinić                | Montenegro                   | 71               | 1                |                  |                  |

### Dobles masculins
| Núm.              | RC               | Tennista A       | Tennista A       | Tennista A                   | Tennista B       | Tennista B       | Tennista B                   | Comitè Olímpic Nacional      |
| Núm.              | RC               | RI               | RD               | Nom                          | RI               | RD               | Nom                          | Comitè Olímpic Nacional      |
| Rànquing mundial  | Rànquing mundial | Rànquing mundial | Rànquing mundial | Rànquing mundial             | Rànquing mundial | Rànquing mundial | Rànquing mundial             | Rànquing mundial             |
| ----------------- | ---------------- | ---------------- | ---------------- | ---------------------------- | ---------------- | ---------------- | ---------------------------- | ---------------------------- |
| 1                 | 46               | –                | 1                | Matthew Ebden                | –                | 45               | John Peers                   | Austràlia                    |
| 2                 | 20               | –                | 2                | Marcel Granollers            | 18RP(876)        | –                | Pablo Carreño Busta          | Espanya                      |
| –                 | –                | –                | 3                | Horacio Zeballos             | –                | –                |                              | Argentina                    |
| 3                 | 71               | –                | 4                | Rohan Bopanna                | –                | 67               | Sriram Balaji                | Índia                        |
| 4                 | 17               | –                | 5                | Joe Salisbury                | –                | 12               | Neal Skupski                 | Regne Unit                   |
| 5                 | 21               | –                | 6                | Rajeev Ram                   | –                | 15               | Austin Krajicek              | Estats Units                 |
| –                 | –                | –                | 7                | Marcelo Arévalo              | –                | –                |                              | El Salvador                  |
| 6                 | 31               | –                | 8                | Wesley Koolhof               | 23               | 61               | Tallon Griekspoor            | Països Baixos                |
| 7                 | 30               | –                | 9                | Mate Pavić                   | –                | 21               | Nikola Mektić                | Croàcia                      |
| 8                 | 21               | 202              | 10               | Andrea Vavassori             | –                | 11               | Simone Bolelli               | Itàlia                       |
| Rànquing combinat |                  |                  |                  |                              |                  |                  |                              |                              |
| 9                 | 11               | 2                | –                | Carlos Alcaraz               | 9RP(264)         | –                | Rafael Nadal                 | Espanya                      |
| 10                | 25               | 12               | 164              | Taylor Fritz                 | 13               | –                | Tommy Paul                   | Estats Units                 |
| 11                | 34               | –                | 17               | Kevin Krawietz               | –                | 17               | Tim Pütz                     | Alemanya                     |
| 12                | 39               | –                | 19               | Andrés Molteni               | –                | 20               | Máximo González              | Argentina                    |
| 13                | 44               | 20               | 576              | Nicolás Jarry                | 24               | 260              | Alejandro Tabilo             | Xile                         |
| 14                | 48               | 5                | –                | Daniïl Medvédev              | 43               | 233              | Roman Safiullin              | Atletes Individuals Neutrals |
| 15                | 50               | –                | 14               | Édouard Roger-Vasselin       | 36               | –                | Gaël Monfils                 | França                       |
| 16                | 51               | 18               | 580              | Félix Auger-Aliassime        | 33RP(197)        | –                | Milos Raonic                 | Canadà                       |
| 17                | 54               | 16               | 1258             | Ugo Humbert                  | 38               | 568              | Arthur Fils                  | França                       |
| 18                | 58               | 9                | 294              | Alex de Minaur               | 49               | 879              | Alexei Popyrin               | Austràlia                    |
| 19                | 58               | –                | 29               | Sander Gillé                 | –                | 29               | Joran Vliegen                | Bèlgica                      |
| 20                | 60               | 17               | 143              | Alexander Bublik             | –                | 43               | Aleksandr Nedovyesov         | Kazakhstan                   |
| 21                | 60               | 29               | 1264             | Mariano Navone               | 31               | 297              | Tomás Martín Etcheverry      | Argentina                    |
| 22                | 69               | 33               | 56               | Tomáš Macháč                 | –                | 36               | Adam Pavlásek                | Txèquia                      |
| 23                | 71               | 30               | 147              | Lorenzo Musetti              | 41               | –                | Luciano Darderi              | Itàlia                       |
| 24                | 80               | –                | 25               | Jean-Julien Rojer            | –                | 55               | Robin Haase                  | Països Baixos                |
| 25                | 83               | 11               | 88               | Stéfanos Tsitsipàs           | –                | 72               | Petros Tsitsipas             | Grècia                       |
| 26                | 97               | 42               | 572              | Fábián Marozsán              | 55               | 572              | Márton Fucsovics             | Hongria                      |
| 27                | 100              | 35               | 102              | Jan-Lennard Struff           | 65               | 94               | Dominik Köpfer               | Alemanya                     |
| 28                | 114              | 48               | 364              | Nuno Borges                  | –                | 66               | Francisco Cabral             | Portugal                     |
| 29                | 146              | 70               | 431              | Thiago Seyboth Wild          | 76               | –                | Thiago Monteiro              | Brasil                       |
| 30                | 159              | 62               | 293              | Dan Evans                    | 97               | 351              | Andy Murray                  | Regne Unit                   |
| 31                | 405              | 146              | 483              | Benjamin Hassan              | 259              | 529              | Hady Habib                   | Líban                        |
| Altres places     |                  |                  |                  |                              |                  |                  |                              |                              |
| 32                | 132              | 84               | –                | Taro Daniel                  | 48RP(286)        | –                | Kei Nishikori                | Japó                         |
| País organitzador |                  |                  |                  |                              |                  |                  |                              |                              |
| H1                | −                | −                | −                | Reassignat a entrada directa | −                | −                | Reassignat a entrada directa | França                       |

### Dobles femenins
| Núm.              | RC               | Tennista A       | Tennista A       | Tennista A                   | Tennista B       | Tennista B       | Tennista B                   | Comitè Olímpic Nacional      |
| Núm.              | RC               | RI               | RD               | Nom                          | RI               | RD               | Nom                          | Comitè Olímpic Nacional      |
| Rànquing mundial  | Rànquing mundial | Rànquing mundial | Rànquing mundial | Rànquing mundial             | Rànquing mundial | Rànquing mundial | Rànquing mundial             | Rànquing mundial             |
| ----------------- | ---------------- | ---------------- | ---------------- | ---------------------------- | ---------------- | ---------------- | ---------------------------- | ---------------------------- |
| −                 | −                | 32               | 1                | Elise Mertens                | −                | −                |                              | Bèlgica                      |
| 1                 | 155              | 675              | 2                | Hsieh Su-wei                 | 519              | 153              | Tsao Chia-yi                 | Xina Taipei                  |
| 2                 | 129              | −                | 3                | Erin Routliffe               | 126              | 224              | Lulu Sun                     | Nova Zelanda                 |
| –                 | –                | 137              | 4                | Storm Hunter                 | –                | –                |                              | Austràlia                    |
| 3                 | 27               | 31               | 5                | Kateřina Siniaková           | 25               | 22               | Barbora Krejčíková           | Txèquia                      |
| 4                 | 37               | 75               | 6                | Laura Siegemund              | 31RP(223)        | –                | Angelique Kerber             | Alemanya                     |
| 5                 | 40               | –                | 7                | Gabriela Dabrowski           | 33               | 64               | Leylah Fernandez             | Canadà                       |
| –                 | –                | 258              | 8                | Vera Zvonariova              | –                | –                |                              | Atletes Individuals Neutrals |
| 6                 | 93               | 753              | 9                | Ellen Perez                  | 84               | 106              | Daria Saville                | Austràlia                    |
| –                 | –                | 1366             | 9                | Nicole Melichar-Martinez     | –                | –                |                              | Estats Units                 |
| Rànquing combinat |                  |                  |                  |                              |                  |                  |                              |                              |
| 7                 | 7                | 2                | 12               | Coco Gauff                   | 5                | 44               | Jessica Pegula               | Estats Units                 |
| 8                 | 22               | 7                | 14               | Jasmine Paolini              | 88               | 15               | Sara Errani                  | Itàlia                       |
| 9                 | 22               | 11               | −                | Danielle Collins             | −                | 11               | Desirae Krawczyk             | Estats Units                 |
| 10                | 33               | −                | 13               | Luisa Stefani                | 20               | 46               | Beatriz Haddad Maia          | Brasil                       |
| 11                | 40               | 67               | 19               | Cristina Bucșa               | 55               | 21               | Sara Sorribes Tormo          | Espanya                      |
| 12                | 44               | 17               | 27               | Marta Kostyuk                | 27               | 215              | Daiana Iastremska            | Ucraïna                      |
| 13                | 49               | −                | 25               | Shuko Aoyama                 | 274              | 24               | Ena Shibahara                | Japó                         |
| 14                | 52               | −                | 17               | Liudmila Kitxenok            | −                | 35               | Nadiia Kichenok              | Ucraïna                      |
| 15                | 63               | 35               | 580              | Karolína Muchová             | 28               | 39               | Linda Nosková                | Txèquia                      |
| 16                | 63               | 1108             | 28               | Chan Hao-ching               | −                | 35RP(147)        | Latisha Chan                 | Xina Taipei                  |
| 17                | 68               | 38               | 132              | Yuan Yue                     | 671              | 30RP(57)         | Zhang Shuai                  | Xina                         |
| 18                | 71               | 16               | 67               | Ekaterina Alexandrova        | −                | 55RP(475)        | Ielena Vesninà               | Atletes Individuals Neutrals |
| 19                | 71               | 23               | 110              | Mirra Andreeva               | 48               | 88               | Diana Shnaider               | Atletes Individuals Neutrals |
| 20                | 73               | −                | 16               | Demi Schuurs                 | 57               | 77               | Arantxa Rus                  | Països Baixos                |
| 21                | 77               | 30               | 476              | Katie Boulter                | 158              | 47               | Heather Watson               | Regne Unit                   |
| 22                | 83               | 40               | 43               | Wang Xinyu                   | 89RP(1329)       | 43RP(129)        | Zheng Saisai                 | Xina                         |
| 23                | 83               | 49RP(133)        | 326              | Irina-Camelia Begu           | 953              | 34               | Monica Niculescu             | Romania                      |
| 24                | 86               | 22               | 42               | Caroline Garcia              | 64               | 166              | Diane Parry                  | França                       |
| 25                | 109              | 33RP(189)        | 494              | Ajla Tomljanović             | 170              | 76               | Olivia Gadecki               | Austràlia                    |
| 26                | 109              | 44               | 49               | Magda Linette                | −                | 65RP(698)        | Alicja Rosolska              | Polònia                      |
| 27                | 111              | 43               | 364              | Elisabetta Cocciaretto       | 68               | 358              | Lucia Bronzetti              | Itàlia                       |
| 28                | 113              | 42               | 991              | Clara Burel                  | 71               | 867              | Varvara Gracheva             | França                       |
| 29                | 115              | 49               | 291              | Ana Bogdan                   | 66               | 216              | Jaqueline Cristian           | Romania                      |
| 30                | 117              | 9                | 1590             | Maria Sakkari                | 227              | 108              | Despina Papamichail          | Grècia                       |
| 31                | 130              | 56               | 319              | Tatjana Maria                | 74               | 328              | Tamara Korpatsch             | Alemanya                     |
| 32                | 148              | 62               | 303              | Nadia Podoroska              | 86               | 195              | María Lourdes Carlé          | Argentina                    |
| País organitzador |                  |                  |                  |                              |                  |                  |                              |                              |
| H1                | −                | −                | −                | Reassignat a entrada directa |                  |                  | Reassignat a entrada directa | França                       |

### Dobles mixts
| Núm.              | RC                | Tennista femenina | Tennista femenina | Tennista femenina            | Tennista masculí  | Tennista masculí  | Tennista masculí             | Comitè Olímpic Nacional      |
| Núm.              | RC                | RI                | RD                | Nom                          | RI                | RD                | Nom                          | Comitè Olímpic Nacional      |
| Rànquing combinat | Rànquing combinat | Rànquing combinat | Rànquing combinat | Rànquing combinat            | Rànquing combinat | Rànquing combinat | Rànquing combinat            | Rànquing combinat            |
| ----------------- | ----------------- | ----------------- | ----------------- | ---------------------------- | ----------------- | ----------------- | ---------------------------- | ---------------------------- |
| 1                 | 10                | 753               | 9                 | Ellen Perez                  | −                 | 1                 | Matthew Ebden                | Austràlia                    |
| 2                 | 10                | 75                | 6                 | Laura Siegemund              | 4                 | 84                | Alexander Zverev             | Alemanya                     |
| 3                 | 14                | 2                 | 12                | Coco Gauff                   | 12                | 164               | Taylor Fritz                 | Estats Units                 |
| 4                 | 20                | 9                 | 1590              | Maria Sakkari                | 11                | 88                | Stéfanos Tsitsipàs           | Grècia                       |
| −                 | 21                | 4                 | −                 | Ielena Ribàkina              | 17                | 43                | Alexander Bublik             | Kazakhstan                   |
| 5                 | 23                | 55                | 21                | Sara Sorribes Tormo          | −                 | 2                 | Marcel Granollers            | Espanya                      |
| 6                 | 24                | −                 | 16                | Demi Schuurs                 | −                 | 8                 | Wesley Koolhof               | Països Baixos                |
| 7                 | 25                | −                 | 7                 | Gabriela Dabrowski           | 18                | 580               | Félix Auger-Aliassime        | Canadà                       |
| 8                 | 25                | 88                | 15                | Sara Errani                  | 202               | 10                | Andrea Vavassori             | Itàlia                       |
| 9                 | 28                | 23                | 110               | Mirra Andreeva               | 5                 | −                 | Daniïl Medvédev              | Atletes Individuals Neutrals |
| 10                | 36                | 22                | 42                | Caroline Garcia              | −                 | 14                | Édouard Roger-Vasselin       | França                       |
| 11                | 38                | 30                | 5                 | Kateřina Siniaková           | 33                | 56                | Tomáš Macháč                 | Txèquia                      |
| −                 | 48                | 39                | 229               | Donna Vekić                  | −                 | 9                 | Mate Pavić                   | Croàcia                      |
| 12                | 52                | 158               | 47                | Heather Watson               | −                 | 5                 | Joe Salisbury                | Regne Unit                   |
| 13                | 72                | 274               | 24                | Ena Shibahara                | 48RP(286)         | −                 | Kei Nishikori                | Japó                         |
| 14                | 84                | 40                | 43                | Wang Xinyu                   | 44                | 50                | Zhang Zhizhen                | Xina                         |
| Altres places     |                   |                   |                   |                              |                   |                   |                              |                              |
| 15                | 82                | 62                | 303               | Nadia Podoroska              | −                 | 20                | Máximo González              | Argentina                    |
| 16                | 83                | −                 | 13                | Luisa Stefani                | 70                | 431               | Thiago Seyboth Wild          | Brasil                       |
| País organitzador |                   |                   |                   |                              |                   |                   |                              |                              |
| H1                | −                 | −                 | −                 | Reassignat a entrada directa |                   |                   | Reassignat a entrada directa | França                       |